# Abakaliki
Abakaliki és la capital de l'estat d'Ebonyi, a Igboland, el sud-est de Nigèria. La majoria dels seus habitants són igbos. A Abakaliki hi ha tres sub-grups humans dels igbos principals: Ezzes, izzis i ikwos. La seva població estimada (2006) és de 141.438 habitants. Abakaliki té carreteres cap a Enugu, Afikpo i Ogoja. Abakaliki fou coneguda perquè va patir la pandèmia de la dracunculosi (malaltia del cuc de Guinea) però aquesta fou erradicada amb l'arribada de l'aigua potable. La ciutat té pedreres, molins d'arròs, mercats importants i hotels luxosos. També hi ha el campus principal de la Universitat Estatal d'Ebonyi. També s'hi han establert noves indústries, sobretot de processament de productes agroalimentaris.

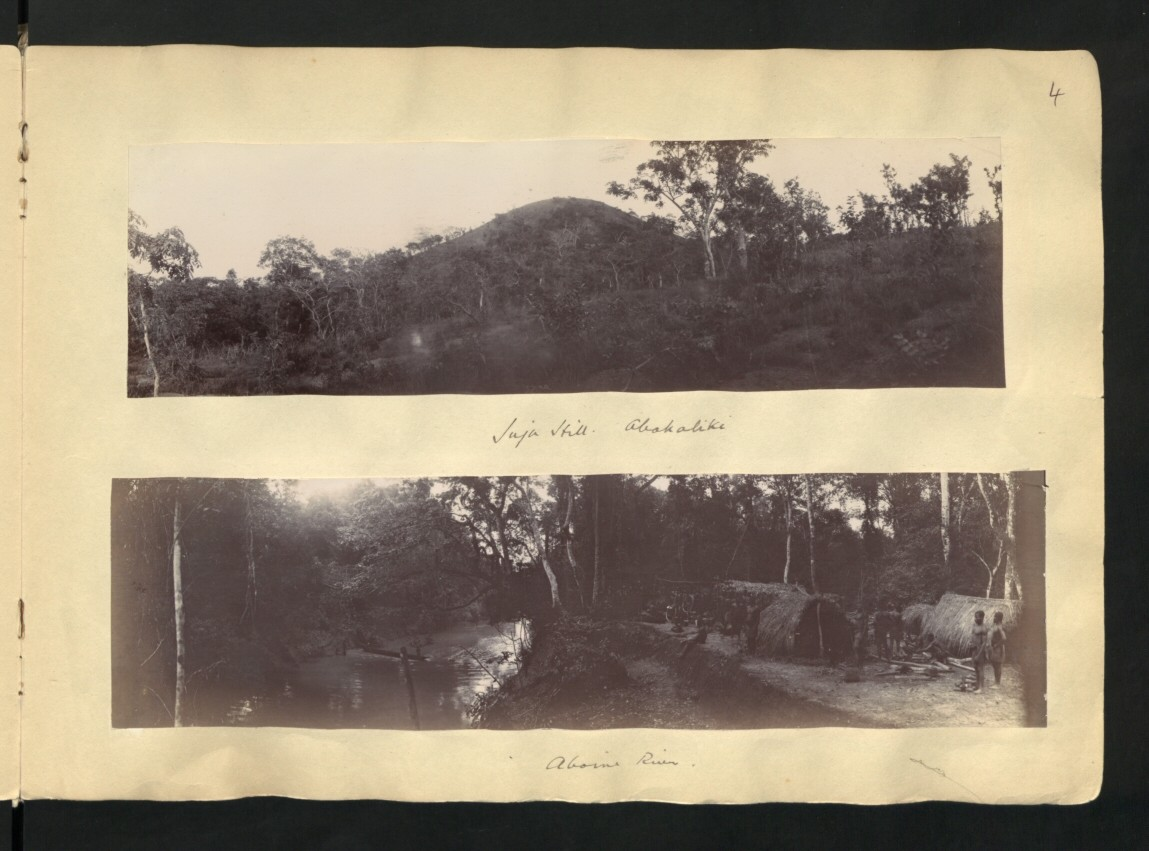
Fotos de l'Abakaliki de l'època colonial

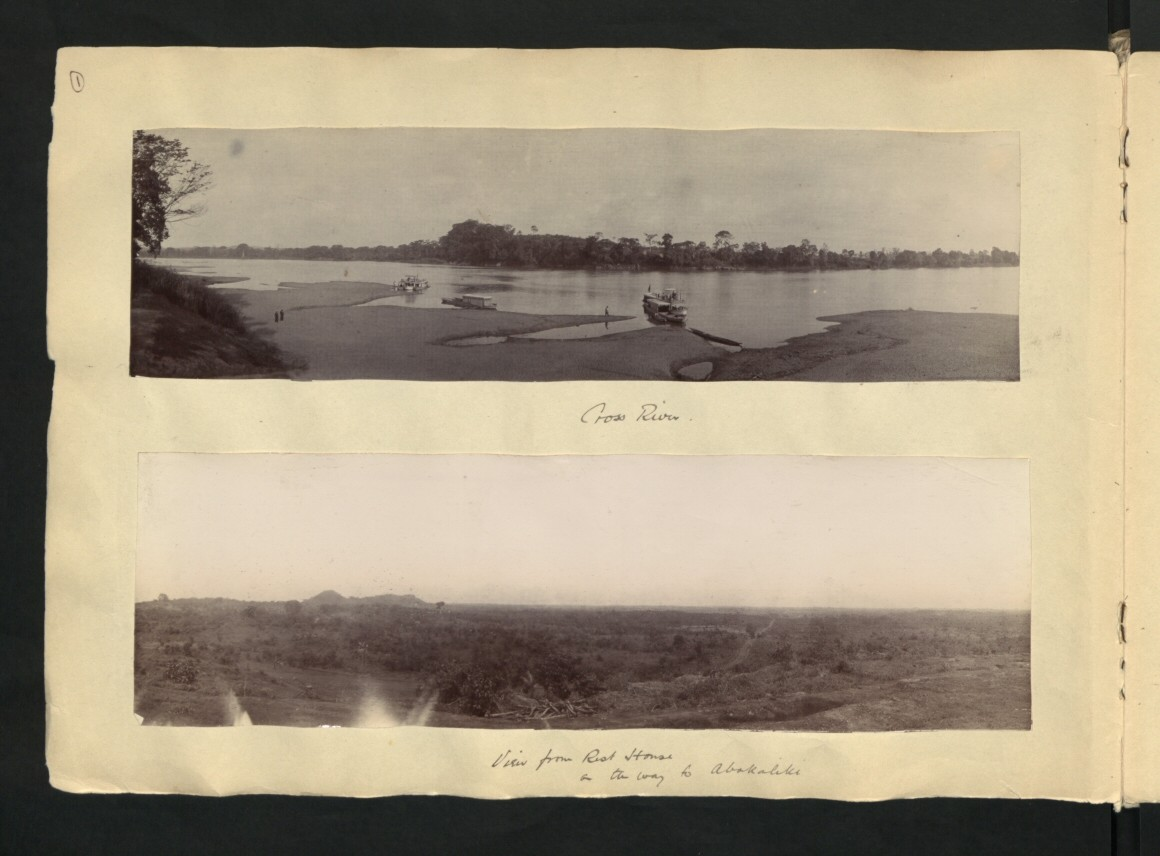
Fotos del riu Cross a Abakaliki de l'època colonial

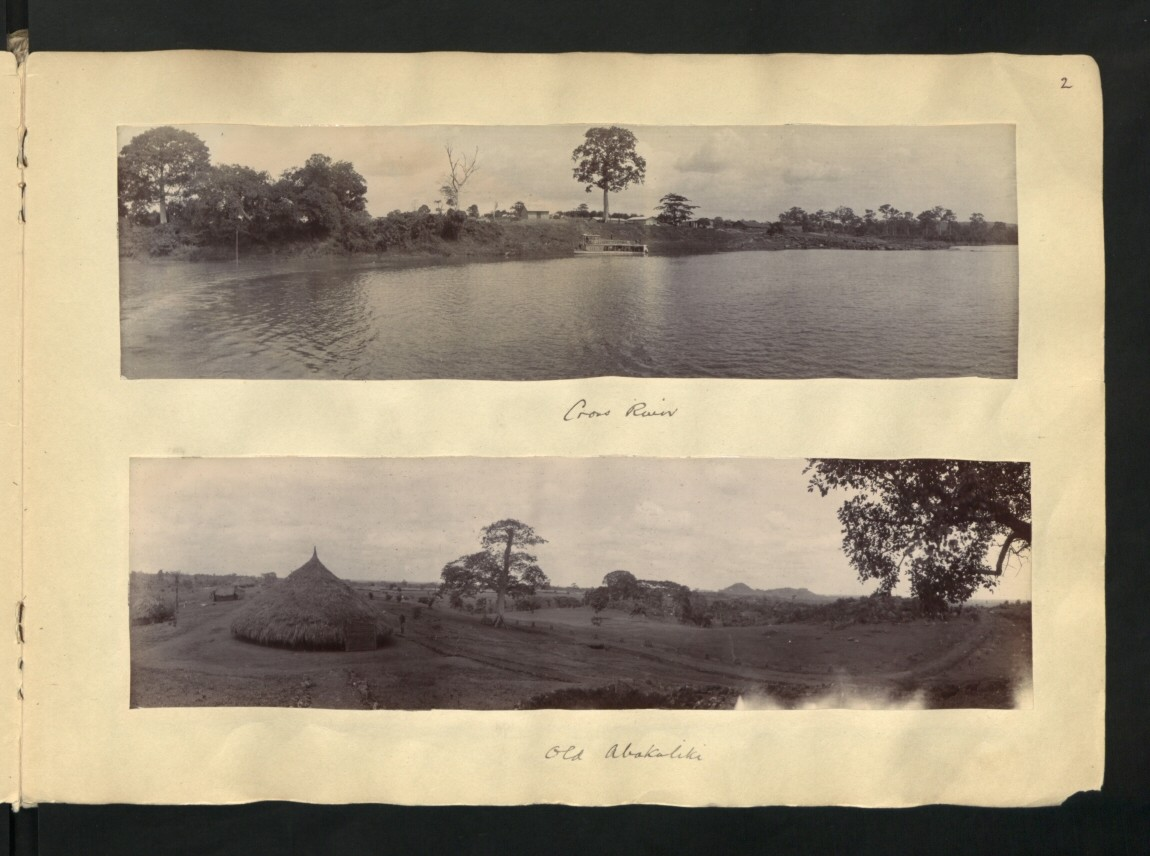
fotos de l'Abakaliki de l'època colonial

Abakaliki produeix i processa arròs, nyam i tapioca. En esdevenir capital d'Ebonyi el 1996, va créixer la seva població i infraestructures. En els últims temps s'ha desenvolupat una indústria del ciment a la ciutat.
Abakaliki és la seu de la Diòcesi Catòlica d'Abakaliki creada el 1973. Aquesta diòcesi té 91 parròquies i 7 capellanies i serveix a 40.000 catòlics. El seu bisbe és el Rv. Michael N. Okoro.